# Morawica (Liszki)
Morawica ist eine Ortschaft mit einem Schulzenamt der Gemeinde Liszki im Powiat Krakowski der Woiwodschaft Kleinpolen in Polen.

## Geografie
Morawica liegt am Bach Brzoskwinka zwischen der Cholerzyn-Senke des Krakauer Tors und den Garb Tenczyński im Krakau-Tschenstochauer Jura. Die Nachbarorte sind Balice im Osten, Cholerzyn im Süden, Mników im Südwesten, Chrosna im Westen, Brzoskwinia und Aleksandrowice im Norden. Durch Morawica verläuft die Autostrada (Autobahn) A4, unmittelbar östlich befindet sich das internationale Flughafen Johannes Paul II. Krakau-Balice.

## Geschichte

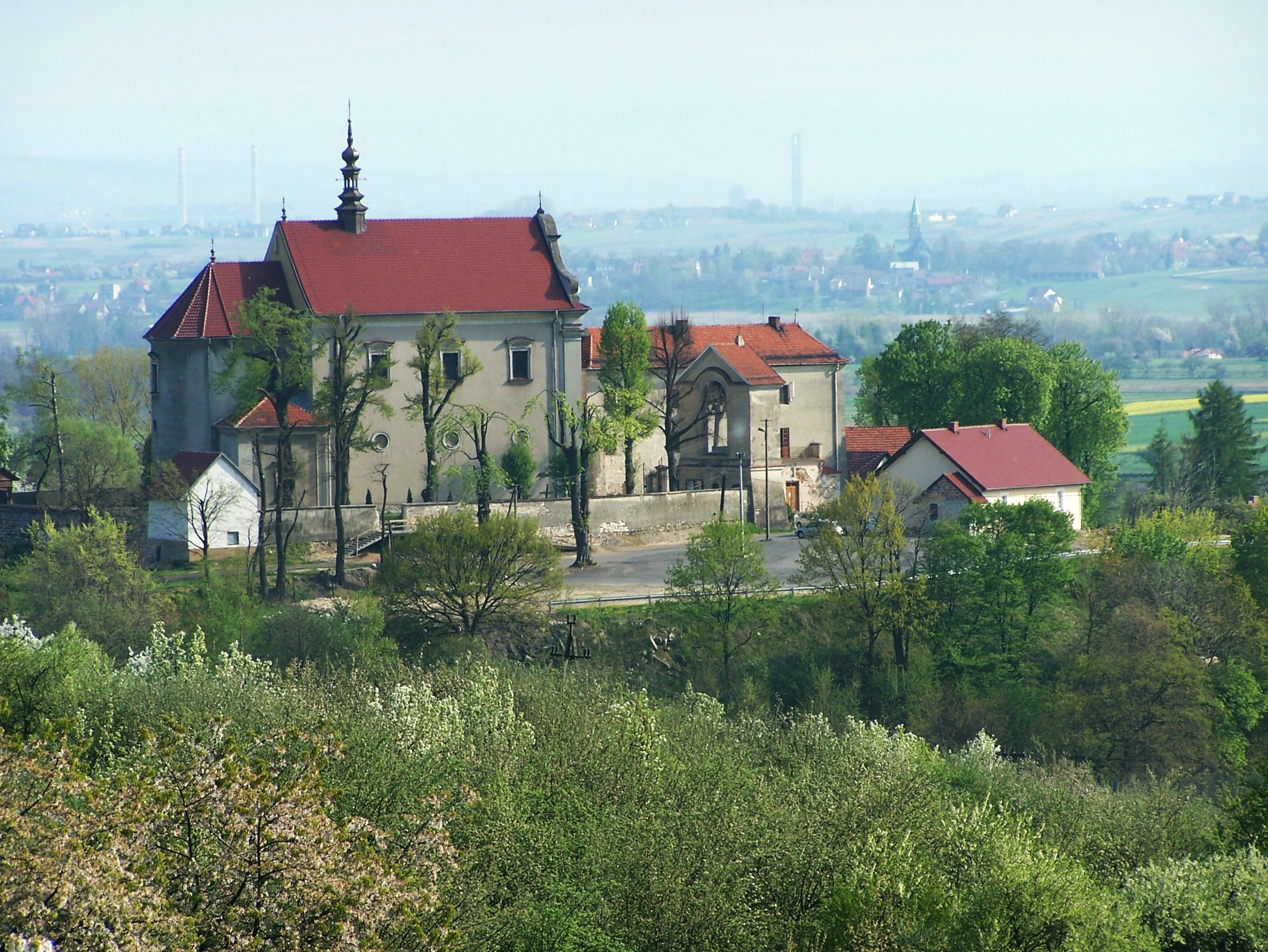
Ortskirche an der Stelle der ehemaligen Burgkapelle

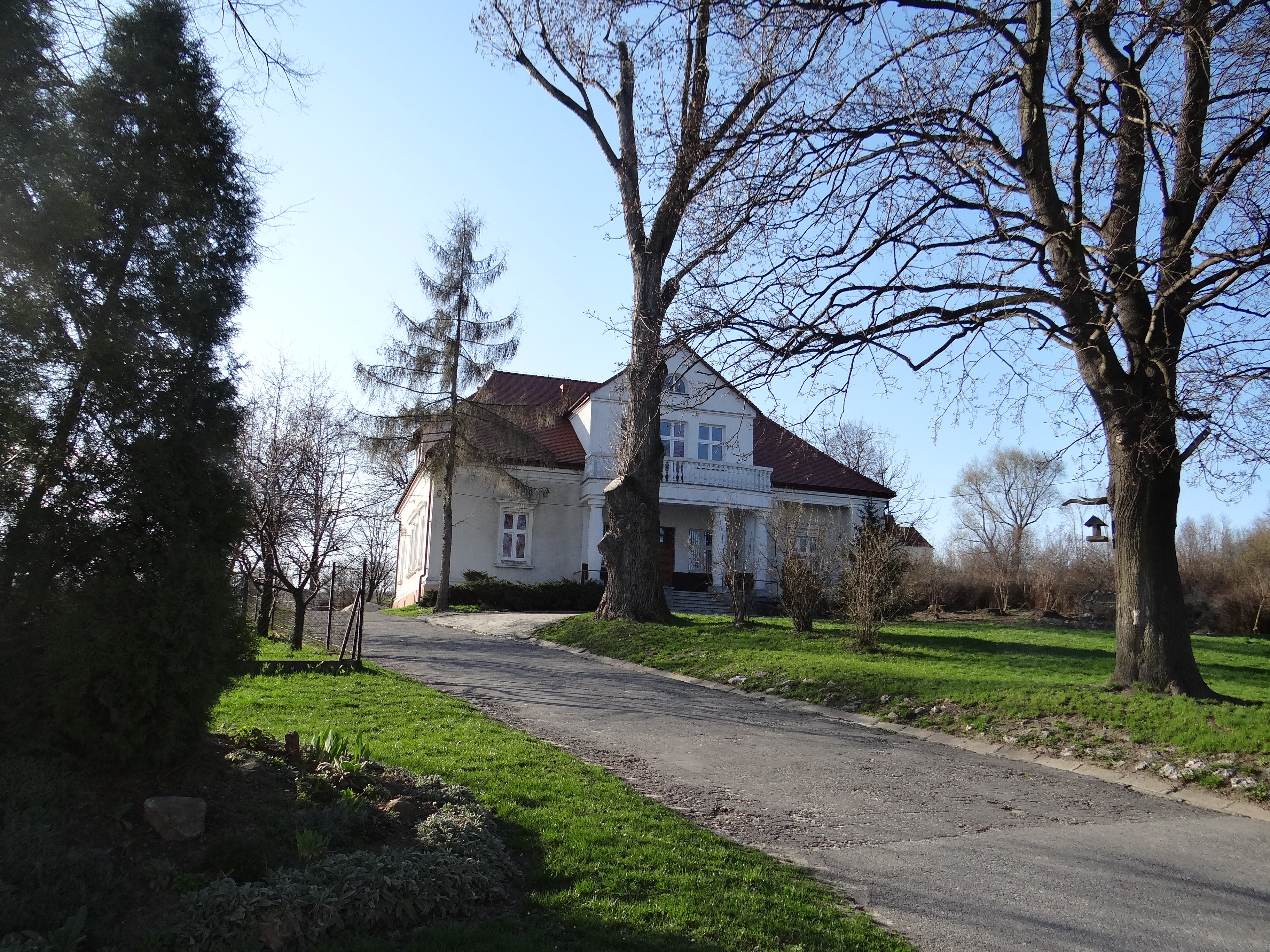
Gutshof

Der Ort, die örtliche Ritterfamilie, sowie ein Priester aus Morauich wurden erstmals im Jahr 1238 im Buch Vita Sancti Stanislai – Vita maior (Biographie von Stanislaus von Krakau) erwähnt. Der Name ist vom urslawischen *mor- (Wasser) abgeleitet, und bezeichnet einen nassen Ort. Die Geschichte des Dorfs ist urkundlich sehr gut belegt und mit der Familie Tęczyński eng verbunden, ursprünglich aus Morawica, ab dem 14. Jahrhundert mit dem Hauptsitz in der Burg Tenczyn. Jan Długosz schrieb über Morawica als ein wichtiger Ort mit einer alten Burg und einer im Jahr 1408 aus weißen Stein (lapide murata) erbauten Kirche. Ab dem 17. Jahrhundert im Besitz der Familie Czartoryski.
Bei der dritten Teilung Polens wurde Morawica 1795 Teil des habsburgischen Kaiserreichs. In den Jahren 1815–1846 gehörte das Dorf zur Republik Krakau, 1846 wurde es als Teil des Großherzogtums Krakau wieder in die Länder des Kaisertums Österreich annektiert. Ab dem Jahr 1855 gehörte Morawica zum Bezirk Krakau.
1918, nach dem Ende des Ersten Weltkriegs und dem Zusammenbruch der k.u.k. Monarchie, wurde Morawica Teil Polens. Unterbrochen wurde dies durch die Besetzung Polens durch die Wehrmacht im Zweiten Weltkrieg, wo es zum Distrikt Krakau im Generalgouvernement gehörte.
Von 1945 bis 1998 gehörte Morawica zur Woiwodschaft Krakau.